# Henri Van Melle
Henri van Melle of Hendrik van Melle (Oorderen, 10 februari 1859  - Gent, 6 december 1930) was een Vlaamse kunstschilder.

## Biografie
Henri van Melle kreeg zijn opleiding aan de Koninklijke Academie voor Schone Kunsten van Gent. Hij schilderde landschappen, genrestukken, interieurs en figuren.
Hij werd later leraar aan diezelfde academie en daarna directeur aan de academie van Oudenaarde. Hij is te situeren in de tweede groep van de Latemse Scholen met Constant Permeke, Léon De Smet en Albert Servaes en schilderde in de luministische stijl van Emile Claus die zich in 1883 in Astene had gevestgid.
Henri nam deel aan de salons in Gent van 1883 tot 1925 en aan de Exposition Internationale in Brussel in 1897. Een deel van zijn oeuvre is terug te vinden in het Museum voor Schone Kunsten te Gent, onder meer De spinster en het Portret van de architect Charles van Rysselberghe.
- RKD-Nederlands Instituut voor Kunstgeschiedenis: 91324